# 冼鼎昌
冼鼎昌（1935年8月15日—2014年4月7日），男，广东广州人，中国理论物理学家、同步辐射应用专家，中国科学院高能物理研究所研究员。

## 生平
1956年毕业于北京大学物理系。1991年当选为中国科学院学部委员（院士）。2002年当选为第三世界科学院院士。